# 부초 (1978년 영화)
《부초》는 1978년 개봉한 대한민국의 멜로 영화로, 한수산의 장편소설 《부초》를 원작으로 한다. 이한욱 감독이 연출했고, 이동욱, 윤미라, 황해, 선우용여, 황정순이 출연했다.

## 출연
- 이동욱
- 윤미라
- 황해
- 선우용여
- 황정순

## 기타
- 조명: 정경희
- 녹음: 김성찬
- 미술: 노인택